# Zea nicaraguensis
Zea nicaraguensis je druh jednoděložné rostliny z čeledi lipnicovité (Poaceae). Jedná se o jeden z planých druhů kukuřic, nazývané teosinte (množné číslo teosintes), počeštěně teosint, teosinty.

## Popis
Jedná se o jednoletou rostlinu, dorůstající výšek 200–500 cm. Listy jsou střídavé, přisedlé s listovými pochvami, jazýček je membránovitý. Čepele listů jsou asi 20–80 cm dlouhé a 3–8 cm široké. Je to jednodomá rostlina, ale na rozdíl od většiny trav jsou květy jednopohlavné, oddělené do samostatných samičích a samčích květenství. Samčí květenství tvoří vrcholovou latu klásků. Někdy je toto květenství interpretováno jako složené z několika hroznů klásků, které vyrážejí z hlavní osy . Samčí klásky jsou uspořádány po 2. Každý samčí klásek obsahuje 2 květy, na bázi klásku jsou 2 křídlaté plevy a nad nimi plucha. Tyčinky jsou 3.
Samičí květenství vyrůstají z paždí listu, je celé zakryté pochvami listenů, na vrcholu vyčnívají čnělky s rozeklanými bliznami. Samičí klas (klásků) nebo hrozen (klásků) (záleží na interpretaci) je bilaterální a mnohem chudší než u běžně známých pěstovaných odrůd kukuřice seté. Je asi 6–18 cm dlouhý, a obsahuje jen 4–10 fertilních klásků, klásky jsou uspořádány do 2 řad. Samičí klásky jsou po dvojicích stejně jako samčí. Dolní květ je však sterilní, pouze horní květ je fertilní a vyvíjí se z něho obilka, proto z jednoho klásku se vyvine pouze jedna obilka. Na bázi klásku jsou 2 nestejné plevy, nad ní je membránovitá plucha a pluška, u sterilních květů pluška někdy chybí. Blizny jsou 2. Plodem je obilka. Jedná se o diploida, počet chromozómů: 2n=20 .

## Rozšíření
Druh roste ve státě Nikaragua, v pobřežní zóně blízko Golfo de Fonseca, mezi Estero Paimica a Estero Palo Blanco. Místo výskytu se nachází na okraji střídavě zaplavované pobřežní zóny, sezónně využívané pastevci dobytka. .
Druh byl popsán teprve v roce 2000 